# Arndt Bröder
Arndt Bröder (* 30. April 1968 in Sankt Goar) ist ein deutscher Kognitionspsychologe. Er ist Professor für Allgemeine Psychologie an der Universität Mannheim.

## Leben
Aufgewachsen in Koblenz besuchte Bröder dort das Staatl. Max-von-Laue-Gymnasium und legte 1987 das Abitur ab. Nach dem Studium der Psychologie an der Rheinischen Friedrich-Wilhelms-Universität Bonn (Abschluss Diplom 1995) wurde er 1999 in Heidelberg promoviert. Im Jahr 2005 habilitierte er sich an der Universität Bonn. Nach einer Position als Senior Researcher am Max-Planck-Institut für Bildungsforschung in Berlin (2005) erhielt er Rufe als Senior Research Fellow an das Max-Planck-Institut für die Erforschung der Gemeinschaftsgüter (2005–2006) sowie als Professor für Allgemeine Psychologie an die Universität Bonn (2006–2010). Seit 2010 forscht und lehrt Bröder an der Universität Mannheim.

## Forschung
Bröder erforscht Strategien und Mechanismen des Entscheidens sowie Bedingungen, unter denen Menschen vereinfachende Strategien (Heuristiken) anwenden. In diesem Zusammenhang hat er sich kritisch mit der Theorie der "adaptiven Werkzeugkiste" (adaptive toolbox) und der Take-the-best-Heuristik sowie der Rekognitionsheuristik auseinandergesetzt. Weitere Arbeitsschwerpunkte liegen auf dem Gebiet der Methodologie und der Modellierung von Gedächtnisprozessen sowie deren Einfluss auf Entscheidungsprozesse.

## Veröffentlichungen
Monographien und Kapitel (deutsch)
- Entscheiden mit der adaptiven Werkzeugkiste. Ein empirisches Forschungsprogramm. Pabst, Lengerich 2005.
- Versuchsplanung und experimentelles Praktikum. Hogrefe, Göttingen 2011.
- mit B. E. Hilbig: Urteilen und Entscheiden. In J. Müsseler & M. Rieger (Hrsg.). Allgemeine Psychologie. (3. Auflage, S. 619–659). Springer, Heidelberg 2017.

## Mitgliedschaften
- Deutsche Gesellschaft für Psychologie (DGPs) und Fachgruppe Allgemeine Psychologie
- Psychonomic Society
- European Association for Decision Making (EADM)
- Society for Judgment and Decision Making (SJDM)
- Gesellschaft zur wissenschaftlichen Untersuchung von Parawissenschaften e.V. (GWUP)

## Auszeichnungen
- Heinz-Heckhausen-Jungwissenschaftler-Preis der DGPs (2000)[4]